# Michotamia vulpina
Michotamia vulpina är en tvåvingeart som först beskrevs av Jacques-Marie-Frangile Bigot 1875.  Michotamia vulpina ingår i släktet Michotamia och familjen rovflugor. Inga underarter finns listade i Catalogue of Life.